# South Muskham
South Muskham is een civil parish in het bestuurlijke gebied Newark and Sherwood, in het Engelse graafschap Nottinghamshire. In 2001 telde het dorp 487 inwoners.
De aan de heilige Wilfrid van York gewijde dorpskerk werd in delen gebouwd, van de dertiende tot en met de zestiende eeuw. Zij staat op de Britse monumentenlijst.